# Twistor-Faserung
Die Twistor-Faserung (auch Calabi-Penrose-Faserung) ist in der Twistor-Theorie, einem Ansatz der Quantengravitation zur Kombination der Quantenfeldtheorie und Gravitation, ein spezielles Faserbündel mit der Riemannschen Zahlenkugel {\displaystyle \mathbb {C} P^{1}} als Faser, dem auch als Twistor-Raum bezeichneten dritten komplexen projektiven Raum {\displaystyle \mathbb {C} P^{3}} als Totalraum und der vierdimensionalen Sphäre {\displaystyle S^{4}} als Basisraum:
{\displaystyle S^{2}\rightarrow \mathbb {C} P^{3}\rightarrow S^{4}.}
Da {\displaystyle S^{2}} keine topologische Gruppe ist (und insbesondere keine Lie-Gruppe), ist die Twistor-Faserung kein Hauptfaserbündel.

## Definition
Es gibt verschiedene Möglichkeiten zur Konstruktion der Twistor-Faserung:
- Explizit durch die Definition des komplexen und quaternionischen projektiven Raumes gibt es kanonische Abbildungen:
{\displaystyle \psi \colon \mathbb {C} ^{2n}\rightarrow \mathbb {H} ^{n},(x,y)\mapsto x+jy;}
{\displaystyle [\psi ]\colon \mathbb {C} P^{2n-1}\rightarrow \mathbb {H} P^{n-1},[z]\mapsto [\psi (z)].}

Für {\displaystyle n=2} ergibt sich die Twistor-Faserung.
- Indirekt durch die Darstellungen als homogene Räume gibt es eine kanonische Projektion:
{\displaystyle \mathbb {C} P^{3}\cong \operatorname {SO} (5)/\operatorname {U} (2)\rightarrow \operatorname {SO} (5)/\operatorname {SO} (4)\cong S^{4}}

Allgemeiner wird die kanonische Projektionen {\displaystyle \operatorname {SO} (2n+1)/\operatorname {U} (n)\rightarrow \operatorname {SO} (2n+1)/\operatorname {SO} (2n)\cong S^{2n}} als Twistor-Faserung von {\displaystyle S^{2n}} bezeichnet.

## Eigenschaften
Die Komposition der kanonischen Projektion {\displaystyle S^{7}\twoheadrightarrow \mathbb {C} P^{3}}, ein U(1)-Hauptfaserbündel, mit der Twistor-Faserung {\displaystyle \mathbb {C} P^{3}\twoheadrightarrow S^{4}} ergibt genau die quaternionische Hopf-Faserung {\displaystyle S^{7}\twoheadrightarrow S^{4}}, ein SU(2)-Hauptfaserbündel. Da {\displaystyle \operatorname {SU} (2)\cong S^{3}} und {\displaystyle \operatorname {U} (1)\cong S^{1}} ergibt sich die Faser der Twistor-Faserung mit der komplexen Hopf-Faserung als {\displaystyle S^{2}\cong S^{3}/S^{1}}.
Durch Anklebung von 8-Zellen mit {\displaystyle \mathbb {C} P^{4}\cong \mathbb {C} P^{3}\cup _{\pi }e^{8}} entlang der kanonischen Projektion {\displaystyle \pi \colon S^{7}\twoheadrightarrow \mathbb {C} P^{3}} und {\displaystyle \mathbb {H} P^{2}\cong S^{4}\cup _{h}e^{8}} entlang der quaternionischen Hopf-Faserung {\displaystyle h\colon S^{7}\twoheadrightarrow S^{4}} lässt sich die Twistor-Faserung zu einer stetigen Abbildung {\displaystyle \mathbb {C} P^{4}\twoheadrightarrow \mathbb {H} P^{2}} erweitern.